# Arômes du whisky
Il est admis que les alcools doivent être classés par pays, régions et terroirs. Pour le whisky, cette classification est problématique pour plusieurs raisons :
- la provenance de la céréale, élément de base de la conception, n'est pas indiquée sur l'étiquette. L'Écosse, un des plus grands pays du whisky, ne produit pas assez d'orge malté et doit donc en importer.
- les distillateurs eux-mêmes lors de la préparation de différents blend ne les classent pas par régions mais par palettes.
- il est admis que 60 % à 80 % du goût d'un whisky provient de son fût à base de chêne (la réglementation du whisky l'impose). Or les origines de ce chêne dépendent du choix des distilleries et correspondent rarement au pays de production.

La description des arômes est subjective dans les termes, mais objective d'un point de vue chimique. Par exemple, ce que des Européens appelleraient « arôme de framboise » pourrait être désigné différemment par les gens originaires d'une autre culture : la framboise peut tout simplement ne pas exister dans leur pays. Mais chimiquement la molécule est présente sur un autre fruit ; c'est ce fruit qui permettrait donc de nommer l'arôme.

## L'origine de la palette d'arômes
L'origine des goût du whisky est complexe. Les recherches à ce sujet progressent mais sont toutefois loin d'être terminées. C'est en agissant sur les différentes étapes de la conception du whisky que les palettes apparaissent.

### La céréale
Son choix est important. Le goût est forcément différent entre les bourbons à base de maïs, seigle ou blé et les whiskys écossais à base d'orge.
Pour une même céréale, les spécialistes s'accordent sur le fait que la provenance géographique influe sur le distillat. Mais la provenance de la céréale n'étant pas déclarée par les distillateurs, il est difficile d'en estimer l'impact. 
Certains distillateurs comme Bruichladdich effectuent des tests. L'un de ces tests utilise notamment une céréale qui n'est plus cultivée : les résultats sont attendus avec impatience par la communauté. La distillerie des Menhirs a produit un distillat à base de blé noir.

### Le moût
La céréale est transformée en bière. Ceci implique de la faire germer, la sécher et enfin la faire fermenter.
La germination est effectuée en trempant la céréale dans de l'eau et en la conservant pendant un certain temps à une certaine température. 
En fonction de sa provenance (et donc de sa composition chimique), l'eau utilisée apporte des arômes spécifiques. C'est pour cette raison que les distilleries sont souvent installées près d'une rivière.
Une illustration de ce paramètre : la position géographique des distilleries Ardbeg, Lagavulin et Laphroaig. Ces distilleries sont situées à moins de 4 kilomètres les unes des autres, mais chacune jouxte une rivière différente. Elles produisent un distillat relativement proche, mais néanmoins différent.
Pour stopper la germination, le plus simple est de sécher la céréale. Pour sécher il faut chauffer, et il existe plusieurs méthodes de séchage. La méthode la plus classique consiste à utiliser du bois, ou tout simplement des radiateurs. D'autres distilleries utilisent de la tourbe, voire des bois exotiques, ce qui a pour conséquence de donner un goût prononcé.
Ardbeg, par exemple, effectue un séchage à la tourbe dans des petites maisons (kilns) fermées. L'odeur de tourbe est donc bien plus présente que chez les distilleries voisines qui ont les « fenêtres grand ouvertes ».
La bière est alors créée en ajoutant des ferments et de l'eau. Là encore les différences de ferments influent sur les résultats obtenus.

### La distillation
Dans le cas du whisky la distillation consiste à faire chauffer la bière pour en extraire un alcool plus fort. En termes aromatiques, on distingue trois phases lors de la distillation :
1. la tête : les éléments les plus légers s'échappent en premier lors du chauffage de la bière. Ils sont plus ou moins toxiques ou buvables et relativement aromatiques ;
2. le cœur : la partie la plus noble et la plus pure du distillat ;
3. la queue : la fin du distillat est composée des éléments chimiques les plus lourds, donnant des goûts particuliers et prononcés.

Les résultats sont fonction du type d'alambic utilisé. Les alambics charentais (pot stills) sont les alambics traditionnels. Seul un maître distillateur dispose de l'expertise nécessaire à la séparation correcte des trois phases ; il modifie le profil d'arôme selon l'ajout de tête ou de queue.
La forme de l'alambic charentais agit également. Comme il est chauffé par le dessous, les vapeurs refroidissent en montant et se condensent. La hauteur du cou de l'alambic modifie donc les éléments composant le distillat. De même pour la température de chauffe.
Certaines distilleries effectuent une triple distillation : le résultat de la première est re-distillé pour en former un autre qui sera lui-même distillé une dernière fois, à différentes températures. Le maître peut ainsi récupérer la partie qu'il désire. Cette technique est également employée pour le cognac.
Des plateaux sont mis à différents étages sur les colonnes de distillation. Ils permettent la séparation des vapeurs se condensant lors de la baisse de température. Le distillateur récupère ainsi les alcools et autres substances avant de les transférer dans les fûts de premier remplissage.

### Le fût
Le traitement effectué sur le fût dans lequel le whisky va plus ou moins vieillir, influence considérablement la palette aromatique.
La première étape consiste à remplir un fût en chêne. L'origine du chêne est importante : par exemple, les chênes européens dégagent moins de tanins que les américains en raison notamment de la granulation du bois. Or ces tanins se retrouvent dans les goûts du whisky.
Si le fût est neuf, bien souvent on trouve des goûts de vanille et en fonction du bousinage, des notes plus ou moins grillées, plus ou moins empyreumatiques. Les bourbons sont élaborés avec cette technique, et donc vieillis le plus souvent en fûts de chêne américain. Ils ont donc bien souvent des notes de vanille très prononcées, fonction également du temps resté en fût.
Ces notes, très marquées sur certains bourbons, dues à la jeunesse du fût, ne conviennent pas à certains distillateurs qui préfèrent alors utiliser des fûts usagés (ayant donc perdu de leurs tanins avec le temps). Ces fûts portent le nom de ce qu'ils ont contenu durant leur premier remplissage. Ont ainsi été utilisés des fûts de sherry, de bourbon, de rhum, de vin (sauternes, sassicaias, riojas, californies, etc.)..., en fait pratiquement tous types de fûts de chêne qui ont contenu un alcool.
On distingue entre ces fûts un nombre impressionnant de critères (conception, type de chêne, bousinage, taux de premier remplissage, qualité de l'alcool de premier remplissage, température, pression atmosphérique, mode d'utilisation du fût...), qui délivrent une palette aromatique complexe au whisky.
Certains distillateurs changent de fût au bout de quelques années, afin d'obtenir un nouveau profil.

### Stockage
Le stockage influe également sur le goût.
En effet, la température et la pression atmosphérique agissent sur l'échange entre l'air et l'intérieur du fût, au travers des parois poreuses du fût de chêne.
Les whiskys peuvent rester en chais de nombreuses années, plus de 20 ou 30 ans pour certains.
Certains sont remplis d'une humidité marine en raison de la proximité de l'océan. Après 10 ans passés dans une cave remplie d'une telle atmosphère, il est normal que l'on trouve des notes d'iode ou de sel dans certains.

### La bouteille
Lorsque l'alcool est mis en bouteille, il n'évolue plus. En effet, l'évolution est due à l'échange air/alcool au travers du fût. Une bouteille étant complètement hermétique, cet échange n'a donc plus lieu.
Si jamais beaucoup d'air entre dans la bouteille, alors l'évolution peut reprendre et la palette évolue.
Pour cette raison, un âge de whisky correspond au temps resté dans le fût et non le temps resté en bouteille, contrairement au vin.
Une exposition trop forte au soleil dégrade le précieux liquide. C'est pour cette raison que les bouteilles sont vendues dans des emballages opaques, sauf pour certains whiskys dont le goût n'est pas l'attrait principal.

## La description des palettes
Le whisky est un des alcools offrant la palette aromatique la plus large, soit plusieurs centaines qui ont déjà été identifiées.
On classe généralement ces arômes en 8 grandes familles :
- Boisé (vanille, sherry, grillé)
- Confiserie (miel, caramel, toffe, malt)
- Céréales
- Fruité (fruits frais, fruits secs, agrumes)
- Floral (bruyère, fleur fraîche, foin, feuillage)
- Tourbé
- Queues de distillation
- Empyreumatique (goudron, médicinal, fumé)